# Epigyne

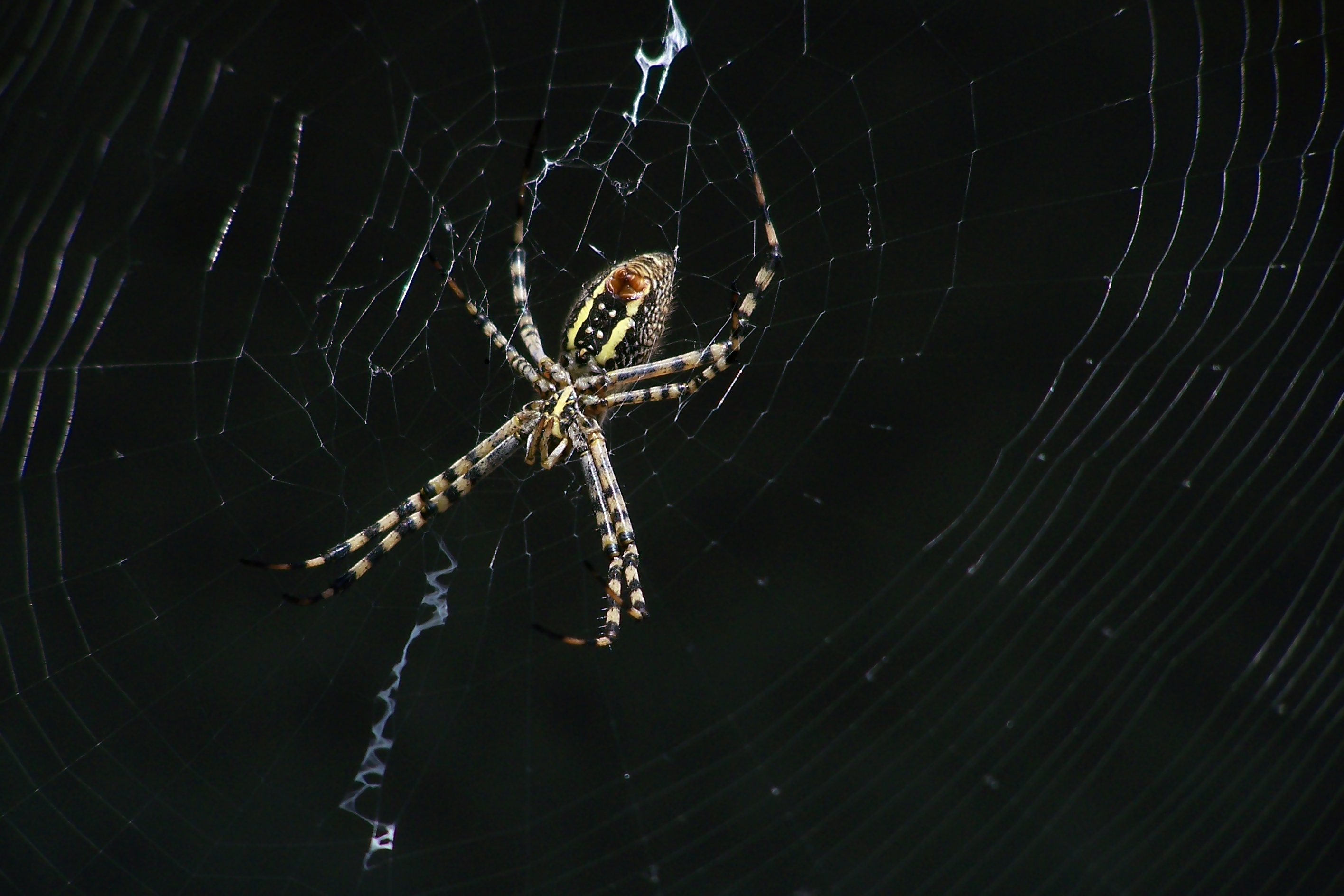
Epigyne ongeveer in het midden

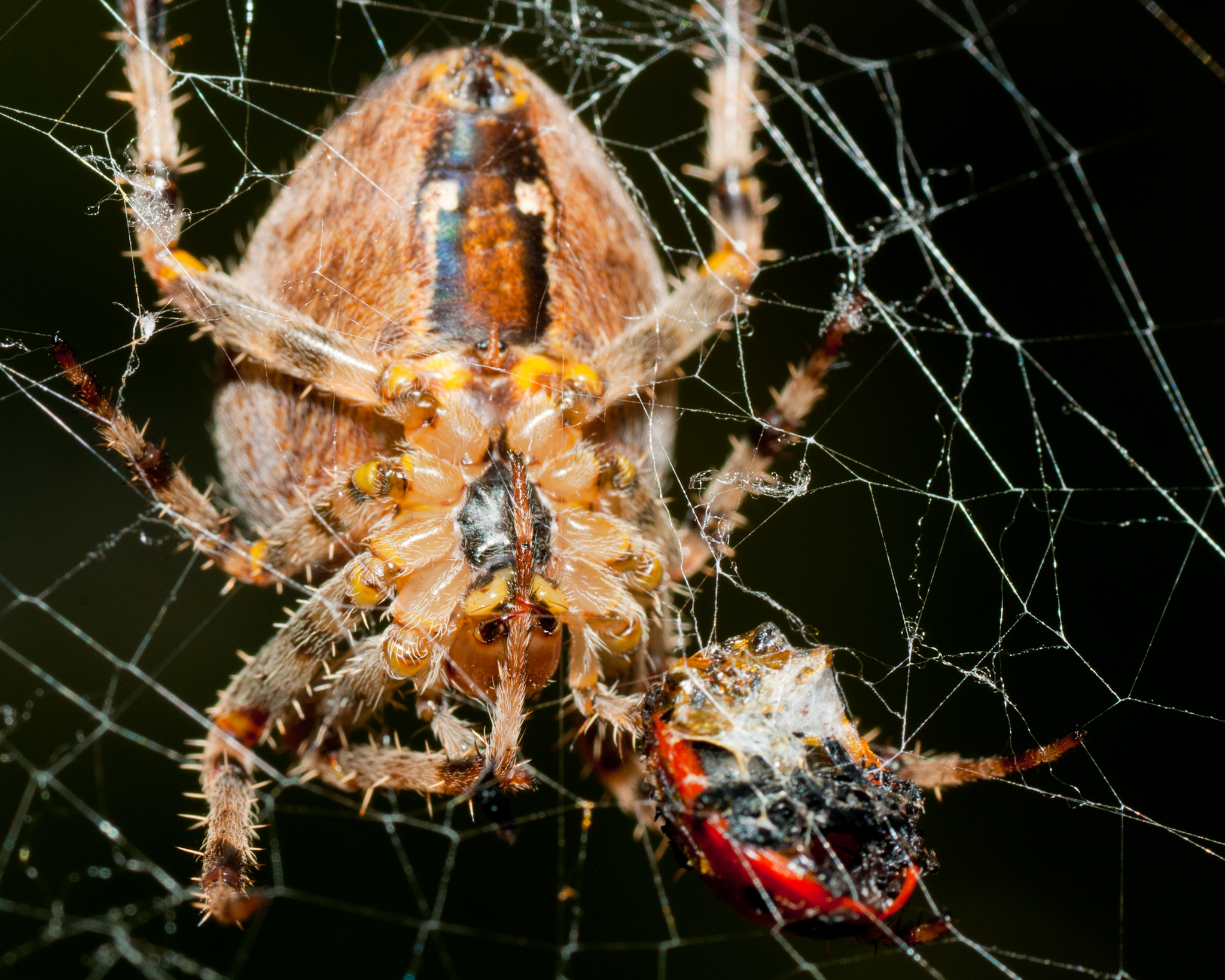
Epigyne tussen het bovenste potenpaar

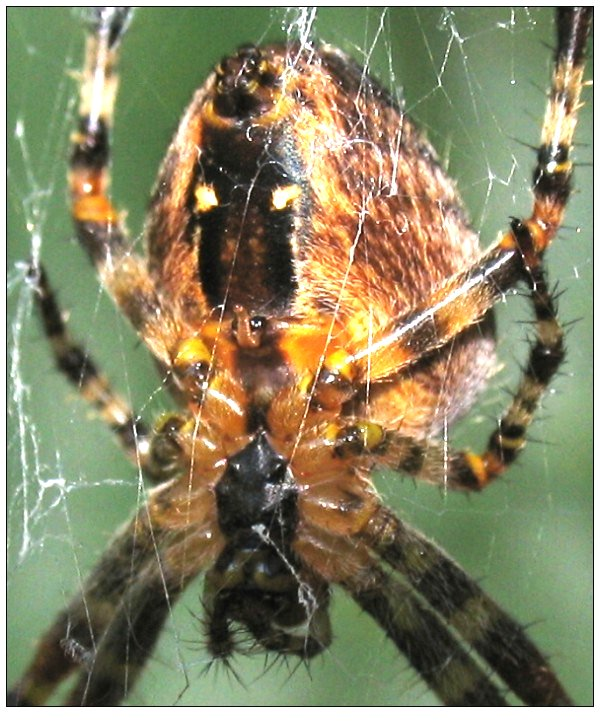
Epigyne

De epigyne van een spin is de uitwendige geslachtsopening van het vrouwtje, die zich bevindt aan de buikzijde van het achterlijf, dicht bij het kopborststuk. Epigyne komt van het Griekse: ἐπί, epi, aan of op en γυνή, gynē, vrouw.
De vorm van de epigyne is voor de bestudering van spinnen van groot belang: een zeer groot percentage van de spinnen kan namelijk binnen het genus (geslacht) alleen op naam worden gebracht aan de hand van dit kenmerk. Bij mannetjesspinnen vervult de vorm van de palp een soortgelijke functie. 
Dit hangt samen met de paringsgewoonten van spinnen: er vindt bij spinnen geen paring plaats door direct contact van de wederzijdse geslachtsopeningen, maar het mannetje produceert wat sperma op een speciaal hiervoor gesponnen webje dat hij vervolgens opzuigt in de palpen. De palp wordt dan bij de paring die na een vaak uitgebreid baltsritueel plaatsvindt in de epigyne gebracht. 